# Phùng Mộng Long
Phùng Mộng Long (馮夢龍; 1574–1646) sinh vào năm thứ 2 thời Vạn Lịch triều Minh và mất thời Thuận Trị triều Thanh, là tác giả của tiểu tuyết nổi tiếng Đông Chu liệt quốc. Trước đây, tác giả thường được coi là người Ngô huyện tuy nhiên gần đây, sau khi tái bản "Thọ Ninh đãi chí", mới xác định rằng ông quê ở Trường Châu.

## Tiểu sử
Phùng Mộng Long tự là Do Long, cũng có khi ký là Long Tử Do, quê ở Trường Châu, nay là Tô Châu, Giang Tô. Ông xuất thân từ gia đình có học vấn, từ nhỏ ông đã nổi tiếng tài hoa. Lúc còn trẻ, Phùng Mộng Long là người khá phong lưu, nhưng cũng lận đận trong thi cử. Năm 57 tuổi, ông được chọn làm Cống sinh. Trong đời vua Sùng Trinh nhà Minh, ông giữ chức tri huyện tại huyện Thọ Ninh, Phúc Kiến. Lúc quân Thanh xua quân xuống vùng phía Nam, ông từng tham gia vào hoạt động chống Thanh, khi chính quyền Nam Minh bị tiêu diệt thì ông buồn rầu mà chết.

## Thành tựu
Cả cuộc đời Phùng Mộng Long gắn liền với việc nghiên cứu, chỉnh lý, sáng tác văn học phong tục, đạt được những thành tựu mà ít người sánh kịp. Một khối lượng đồ sộ gồm các tác phẩm sưu tầm, biên soạn và sáng tác đã được ông để lại với nhiều loại hình như văn học dân gian, sân khấu, truyện ngắn và cả tiểu thuyết.
Tiêu biểu là bộ Đông Chu Liệt Quốc của Phùng Mộng Long đã rất quen thuộc ở Trung Quốc và Việt Nam. Nội dung tác phẩm xoay quanh cuộc tranh giành lãnh thổ và quyền lực giữa các nước chư hầu thời Xuân Thu và Chiến Quốc, cụ thể là từ Chu U Vương nhà Chu đến khi Tần Thủy Hoàng diệt thâu 6 nước Sở, Hàn, Yên, Triệu, Ngụy, Tề, đưa Trung Nguyên về tay nhà Tần.
Tác phẩm thứ hai cũng rất đáng chú ý là bộ Tam Ngôn (nguyên bản Cổ kim tiểu thuyết) gồm các quyển Dụ thế minh ngôn, Cảnh thế thông ngôn và Tỉnh thế hằng ngôn, lần lượt được khắc in vào trước sau niên hiệu Thiên Khải nguyên niên, Thiên Khải năm thứ 4 và Thiên Khải năm thứ 7 (1624-1627). Những tiểu thuyết trong Tam Ngôn có nguồn gốc khác nhau, tình huống khá phức tạp. Một bộ phận nhỏ là những "thoại bản" lưu truyền ở các đời Tống, Nguyên, Minh được ghi chép sau đó được Phùng Mộng Long gia công sử chữa, còn phần lớn là Phùng Mộng Long đã dựa vào những bút ký, tiểu thuyết, truyền kỳ, những mẩu chuyện lịch sử, dân gian thời trước để sáng tác nên.

## Tác phẩm
Tác phẩm của Phùng Mông Long gồm có tiểu thuyết Đông Chu liệt quốc, Tình sử, Sơn ca, bộ Tam Ngôn đã có 2 cuốn Cảnh thế thông ngôn và Tỉnh thế hằng ngôn được xuất bản ở Việt Nam. Bộ Cổ kim tiểu thuyết cũng đã được Trung tâm văn hóa ngôn ngữ Đông Tây xuất bản.

### Đông Chu Liệt Quốc
Dưới thời Gia Tĩnh đến thời Vạn Lịch, ở Trung Quốc đã xuất hiện một phong trào sáng tác các tiểu thuyết lịch sử chương hồi, còn gọi là trường thiên tiểu thuyết, đặc biệt sau thắng lợi bộ tiểu thuyết Tam quốc diễn nghĩa. Phùng Mộng Long dựa trên tác phẩm Liệt quốc chí truyện của Dư Thiệu Ngư qua chỉnh lý biên soạn lại, từ hơn 28 vạn chữ tăng thành hơn 70 vạn chữ, đặt tên là Tân liệt quốc chí. Truyền lại đến đời Càn Long nhà Thanh thì Sái Nguyên Phóng đã sửa sang lại bản của Phùng Mộng Long, thêm lời bình luận mà thành tác phẩm Đông Chu liệt quốc, đang lưu hành ngày nay.
Tiểu thuyết gồm 108 hồi, bao gồm một thời kỳ lịch sử dài hơn 500 năm (770 TCN - 221 TCN). Thời kỳ ấy bắt đầu từ khi Bình vương nhà Chu dời đô sang phía Đông và kết thúc với cuộc thống nhất của Tần Thủy Hoàng còn được gọi là thời Xuân Thu Chiến Quốc, xoay quanh cuộc đấu tranh giữa các nước chư hầu để tranh giành quyền lực như Tấn, Tần, Trịnh, Tống,Việt, Ngô, Lỗ, và Sở. Nổi lên trong số đó là các bậc vua sáng, tôi trung mà thường được nhắc đến là Ngũ Bá như Tần Mục Công, Tấn Văn Công, Sở Trang Vương... Có các hiền thần như Quản Trọng, Nhạc Nghị... Có các nhân vật khác như Mạnh Thường Quân, Bình Nguyên Quân...

### Tam Ngôn
Gồm 3 phần: Dụ thế minh ngôn, Tỉnh thế hằng ngôn và Cảnh thế thông ngôn. Mỗi phần gồm hơn 40 thiên tác phẩm. Tổng cộng là 120 thiên, gồm các truyện ngắn bạch thoại tương đối ưu tú, sáng tác và lưu truyền trong khoảng thời gian bốn năm trăm năm của ba triều đại Tống, Nguyên, Minh, thì đều được thu lượm đưa vào.